# Episodi di Sailor Moon SuperS
Lista degli episodi di Sailor Moon SuperS (美少女戦士セーラームーン ＳｕｐｅｒＳ?, Bishōjo senshi Sērā Mūn SuperS), quarta serie dell'omonimo anime, trasposizione animata dei capitoli dal 39 al 49 del manga di Naoko Takeuchi. È stata trasmessa in Giappone su TV Asahi dal 4 marzo 1995 al 9 febbraio 1996.
In Italia il cartone animato è stato mandato in onda su Rete 4 dal 9 settembre al 23 ottobre 1996 con il titolo Sailor Moon e il mistero dei sogni.
La serie ricopre il quarto arco narrativo del manga, Dream (Yume nell'edizione originale), sebbene due episodi, uno speciale e uno regolare, sono basati su due storie della serie Il diario illustrato di Chibiusa. La serie originariamente aveva come logo la scritta Sailor Moon SS, diventato poi Sailor Moon SuperS, secondo alcune voci non confermate per evitare rimandi alle Schutzstaffel del Partito Nazista, ma potrebbe esser un puro fatto di grafica o logica visto che nella sigla con questo logo vi era la doppiatrice di Usagi che diceva appunto "Sailor Moon SuperS" mentre appariva. Da notare che in Italia gli episodi dal 138 al 147 sono stati invertiti.
La sigla originale di apertura è Moonlight densetsu (ムーンライト伝説? lett. "La leggenda della luce lunare") di Moon Lips, mentre quelle di chiusura sono Watashi-tachi ni naritakute (私たちになりたくて? lett. "Quanto vorrei che ci tenessimo per mano") di Miwako Fujitani per gli ep. 128-140 e "Rashiku" ikimasho (”らしく” いきましょう? lett. "”Da sola” andrò") di Meu per gli ep. 141-166.
La sigla italiana "Sailor Moon e il mistero dei sogni" è cantata da Cristina D'Avena.

## Lista episodi
| Nº       | Titolo italiano Giapponese 「Kanji」 - Rōmaji - Traduzione letterale | In onda           | In onda           |
| Nº       | Titolo italiano Giapponese 「Kanji」 - Rōmaji - Traduzione letterale | Giapponese        | Italiano          |
| 1 (128)  | Eclissi solare 「運命の出会い！ペガサスの舞う夜」 - Unmei no deai! Pegasasu no mau yoru – "Un incontro del destino! La notte danzante di Pegasus" | 4 marzo 1995      | 9 settembre 1996  |
| 2 (129)  | Il potere di Pegasus 「スーパー変身再び！ペガサスの力」 - Sūpā henshin futatabi! Pegasasu no pawā – "Di nuovo una super trasformazione! Il potere di Pegasus" | 11 marzo 1995     | 10 settembre 1996 |
| 3 (130)  | La torta della mamma 「守れ母の夢！Ｗムーンの新必殺技」 - Mamore haha no yume! Daburu Mūn no shin hissatsu waza – "Proteggere il sogno della mamma! La nuova tecnica mortale della Double Moon" | 18 marzo 1995     | 11 settembre 1996 |
| 4 (131)  | La trappola 「ペガサスを捕えろ！アマゾンの罠」 - Pegasasu o toraero! Amazon no wana – "Prendi Pegasus! La trappola degli Amazon" | 25 marzo 1995     | 12 settembre 1996 |
| SP       | 1: La storia di Bunny 「華麗に変身？泣き虫うさぎの成長記録」 - Karei ni henshin? Nakimushi Usagi no seichōkiroku – "Un'elegante trasformazione? Il diario della crescita di Usagi"2: Nemici insidiosi 「はるかみちる再び！亡霊人形劇」 - Haruka Michiru futatabi! Bōrei ningyō geki – "Haruka e Michiru di nuovo! Lo spettacolo di marionette fantasma"3: Il ritorno del vampiro 「ちびうさの冒険！恐怖、吸血鬼の館」 - Chibiusa no bōken! Kyōfu, kyūketsuki no yakata – "L'avventura di Chibiusa! Spaventoso, la dimora della vampira" | 8 aprile 1995     | 30 ottobre 1996   |
| 5 (132)  | La coppia perfetta 「お似合いの二人！うさぎと衛の愛」 - Oniai no futari! Usagi to Mamoru no ai – "La coppia perfetta! L'amore di Usagi e Mamoru" | 15 aprile 1995    | 13 settembre 1996 |
| 6 (133)  | La gattina parlante 「アルテミスの浮気？謎の子猫登場」 - Arutemisu no uwaki? Nazo no koneko tōjō – "L'infedeltà di Artemis? Appare una misteriosa gattina" | 22 aprile 1995    | 14 settembre 1996 |
| 7 (134)  | La scrittrice 「まことの友情！天馬に憧れた少女」 - Makoto no yūjō! Pegasasu ni akogareta shōjo – "L'amicizia di Makoto! La ragazza attratta da Pegasus" | 13 maggio 1995    | 16 settembre 1996 |
| 8 (135)  | Un vero amico 「触れ合う心！ちびうさとペガサス」 - Fureau kokoro! Chibiusa to Pegasasu – "Cuori in sincronia! Chibiusa e Pegasus" | 20 maggio 1995    | 17 settembre 1996 |
| 9 (136)  | Un ospite improvviso 「衛を守れ！忍者うさぎのヤキモチ」 - Mamoru o mamore! Ninja Usagi no yakimochi – "Proteggere Mamoru! La gelosia della ninja Usagi" | 27 maggio 1995    | 18 settembre 1996 |
| 10 (137) | Le fate 「あやかしの森！美しき妖精の誘い」 - Ayakashi no mori! Utsukushiki yōsei no sasoi – "La foresta delle illusioni! Un invito di una bellissima fata" | 3 giugno 1995     | 19 settembre 1996 |
| 11 (138) | L'auto d'epoca 「天国まで走れ！夢の車にかける愛」 - Tengoku made hashire! Yume no kuruma ni kakeru ai – "Correre verso il paradiso! L'amore per il sogno di un'automobile" | 10 giugno 1995    | 1º ottobre 1996   |
| 12 (139) | La tenace spadaccina 「目指せ日本一！美少女剣士の悩み」 - Mezase Nippon ichi! Bishōjo kenshi no nayami – "Obiettivo la prima del Giappone! I problemi di una graziosa spadaccina" | 17 giugno 1995    | 30 settembre 1996 |
| 13 (140) | Il sogno di moda 「ミニが大好き！おしゃれな戦士達」 - Mini ga daisuki! Oshare na senshi-tachi – "Amiamo le minigonne! Le guerriere alla moda" | 1º luglio 1995    | 28 settembre 1996 |
| 14 (141) | Una cocente delusione 「恋の嵐！美奈子のフタマタ大作戦」 - Koi no arashi! Minako no futamata daisakusen – "Burrasca d'amore! Il piano del doppio gioco di Minako" | 8 luglio 1995     | 27 settembre 1996 |
| 15 (142) | Una brava cuoca 「秘密の館！愛のメニューを貴方に」 - Himitsu no yakata! Ai no menyū o anata ni – "La dimora segreta! A te un menù d'amore" | 15 luglio 1995    | 26 settembre 1996 |
| 16 (143) | Questione di fiducia 「天馬を信じる時！４戦士の超変身」 - Pegasasu o shinjiru toki! 4 senshi no sūpā henshin – "Il momento di aver fiducia di Pegasus! La super trasformazione delle 4 guerriere" | 22 luglio 1995    | 25 settembre 1996 |
| 17 (144) | Sogno d'estate 「きらめく夏の日！潮風の少女亜美」 - Kirameku natsu no hi! Shiokaze no shōjo Ami – "Brillanti giorni estivi! La ragazza con la brezza del mare Ami" | 12 agosto 1995    | 24 settembre 1996 |
| 18 (145) | Stella 「プリマをねらえ！うさぎのバレエ」 - Purima o nerae! Usagi no barē – "Punta alla prima ballerina! Il balletto di Usagi" | 19 agosto 1995    | 23 settembre 1996 |
| 19 (146) | Sogni di una principessa 「十番街の休日！無邪気な王女様」 - Jūban-gai no kyūjitsu! Mujakina ōjo-sama – "Vacanze a Jūban-gai! L'innocente principessa" | 26 agosto 1995    | 21 settembre 1996 |
| 20 (147) | Il ballo galeotto 「運命のパートナー？まことの純情」 - Unmei no pātonā? Makoto no junjō – "Un partner del destino? L'innocenza di Mako" | 2 settembre 1995  | 20 settembre 1996 |
| 21 (148) | La triste realtà (prima parte) 「巨悪の影！追いつめられたトリオ」 - Kyoaku no kage! Oitsumerareta torio – "L'ombra del grande male! Trio alle strette" | 23 settembre 1995 | 2 ottobre 1996    |
| 22 (149) | La triste realtà (seconda parte) 「夢の鏡！アマゾン最後のステージ」 - Yume no kagami! Amazon saigo no sutēji – "Lo specchio dei sogni! Lo stage finale degli Amazon" | 21 ottobre 1995   | 3 ottobre 1996    |
| 23 (150) | Il circo 「アマゾネス！鏡の裏から来た悪夢」 - Amazonesu! Kagami no ura kara kita akumu – "Le Amazoness! Un incubo che viene da dietro lo specchio" | 28 ottobre 1995   | 4 ottobre 1996    |
| 24 (151) | La dolce melodia 「真のパワー爆発！亜美 心のしらべ」 - Shin no pawā bakuhatsu! Ami kokoro no shirabe – "L'esplosione del vero potere! Ami: il tono del cuore" | 4 novembre 1995   | 5 ottobre 1996    |
| 25 (152) | Spirito d'emulazione 「炎の情熱！マーズ怒りの超必殺技」 - Honō no jōnetsu! Māzu ikari no chō hissatsu waza – "Passione bruciante! Il letale furioso attacco di Mars" | 11 novembre 1995  | 7 ottobre 1996    |
| 26 (153) | Il mal di denti 「恐怖の歯医者さん？パラパラの館」 - Kyōfu no haisha-san? Parapara no yakata – "Un dentista del terrore? La casa di Parapara" | 18 novembre 1995  | 8 ottobre 1996    |
| 27 (154) | Il litigio 「夢対決！美奈子とまこと絶交宣言」 - Yume taiketsu! Minako to Makoto zekkō sengen – "Scontro di sogni! La dichiarazione di rottura di Minako e Makoto" | 25 novembre 1995  | 9 ottobre 1996    |
| 28 (155) | Paura di saltare 「恐怖を越えて！自由へのジャンプ」 - Kyōfu o koete! Jiyū e no janpu – "Oltre la paura! Salta verso la libertà" | 2 dicembre 1995   | 10 ottobre 1996   |
| 29 (156) | Lo specchio della verità 「夢を見失わないで！真実を映す鏡」 - Yume o miushinawanaide! Shinjitsu o utsusu kagami – "Non perdere di vista i sogni! Lo specchio che riflette la verità" | 9 dicembre 1995   | 11 ottobre 1996   |
| 30 (157) | Amicizia in pericolo 「ペガサスが消えた！？ゆれ動く友情」 - Pegasasu ga kieta!? Yureugoku yūjō – "Pegasus è scomparso!? L'amicizia oscillante" | 16 dicembre 1995  | 12 ottobre 1996   |
| 31 (158) | Il segreto di Pegasus 「天馬の秘密！夢世界を守る美少年」 - Pegasasu no himitsu! Yume sekai o mamoru bishōnen – "Il segreto di Pegasus! Il bel ragazzo che protegge il mondo dei sogni" | 23 dicembre 1995  | 14 ottobre 1996   |
| 32 (159) | Il segreto di Chibiusa 「ちびうさの小さな恋のラプソディ」 - Chibiusa no chīsana koi no rapusodi – "La piccola rapsodia d'amore di Chibiusa" | 13 gennaio 1996   | 15 ottobre 1996   |
| 33 (160) | La festa 「大人になる夢！アマゾネスの当惑」 - Otona ni naru yume! Amazonesu no tōwaku – "Sogno di essere un adulto! L'imbarazzo delle Amazoness" | 20 gennaio 1996   | 16 ottobre 1996   |
| 34 (161) | Nelle mani del nemico 「動き出した恐怖！闇の女王の魔手」 - Ugokidashita kyōfu! Yami no joō no mashu – "Il terrore che si è mosso! La mano demoniaca dell'oscura regina" | 27 gennaio 1996   | 17 ottobre 1996   |
| 35 (162) | Il tendone del circo 「闇の震源地 デッドムーンサーカス」 - Yami no shingenchi Deddo Mūn Sākasu – "Il centro delle tenebre: Dead Moon Circus" | 3 febbraio 1996   | 18 ottobre 1996   |
| 36 (163) | Gli specchi 「鏡の迷宮！捕えられたちびムーン」 - Kagami no meikyū! Toraerareta ChibiMūn – "Il labirinto di specchi! ChibiMoon catturata" | 10 febbraio 1996  | 19 ottobre 1996   |
| 37 (164) | Il cristallo d'oro 「黄金水晶出現！ネヘレニアの魔力」 - Gōruden Kurisutaru shutsugen! Neherenia no maryoku – "Il Golden Crystal appare! Il potere di Nehellenia" | 17 febbraio 1996  | 21 ottobre 1996   |
| 38 (165) | Il superpotere supremo 「クリスタル輝く時！美しき夢の力」 - Kurisutaru kagayaku toki! Utsukushiki yume no chikara – "Il momento in cui il Crystal risplende! Il bellissimo potere dei sogni" | 24 febbraio 1996  | 22 ottobre 1996   |
| 39 (166) | La vittoria dei sogni 「夢よいつまでも！光、天に満ちて」 - Yume yo itsumade mo! Hikari, ten ni michite – "Sogni per sempre! Luce, ricopre il cielo" | 2 marzo 1996      | 23 ottobre 1996   |